# Biston quercii
Biston quercii là một loài bướm đêm trong họ Geometridae.